# Stars Forever
| Recensione | Giudizio |
| ---------- | -------- |
| AllMusic   | [ 1 ]    |
| Pitchfork  | [ 2 ]    |

Stars Forever è un album in studio del cantautore scozzese Momus, pubblicato nel 1999. Appartiene alla cosiddetta fase "barocco analogico", iniziata nel 1997 con Ping Pong.

## Genesi
Subito dopo la realizzazione del precedente The Little Red Songbook, Momus venne citato in giudizio dalla compositrice transgender Wendy Carlos per via della canzone Walter Carlos (il cui titolo era il suo nome di battesimo), nella quale si raccontava del matrimonio tra la versione post-chirurgia di riassegnazione sessuale dell'artista e quella pre-operazione, dopo un viaggio indietro nel tempo. Ella chiese ventidue milioni di dollari di risarcimento danni della propria immagine. Il caso fu però risolto in via extragiudiziale, con il musicista che accettò di rimuoverla dalla prima pubblicazione dell'album. Tuttavia egli dovette pagare trentamila dollari di spese legali, che gli causarono dei dissesti finanziari notevoli, minacciando di bancarotta anche la casa discografica Le Grand Magistery.
Fu così che gli venne l'idea di avviare, attraverso un post sul suo sito web, un progetto volto a recuperare tale ingente somma chiamato Stars Forever e descritto come un "album di ritratti musicali": «L'album di ritratti è una nuova forma nella musica pop. È qualcosa che nessun artista discografico ha esplorato sistematicamente. Immaginate i ritratti di Andy Warhol resi in canzone. Sono stati fatti ritratti di canzoni (Andy Warhol di David Bowie, per esempio), ma nessun cantautore pop ha mai avuto l'idea di tornare ai giorni di mecenatismo, il sistema in base al quale Diego Velázquez e Rembrandt producevano alcuni dei più grandi capolavori d'arte del mondo, ed a fare ritratti di canzoni su ordinazione. [...] Le canzoni saranno in uno stile simile a quelli di The Little Red Songbook: brevi, composite, epigrammatiche lieder o 'chamber pop', usando il clavicembalo ed i suoni colorati di beatbox analogici e sintetizzatori. Analog Baroque, in altre parole.»
Vennero resi disponibili trenta posti per i "Mecenati" ("Patrons", come indicati dall'autore stesso), che vennero scelti tra migliaia di candidati. Chi quindi aveva vinto la possibilità di avere una canzone tutta per sé, doveva pagare un compenso di mille dollari esatti e rispondere a delle specifiche domande riguardanti la sua vita personale per permettere al cantautore di comporre la musica e il testo. 
Tra i finalisti figurarono gruppi musicali, negozi di dischi, case discografiche, fan di Momus e pittori. Anche personaggi famosi come Jeff Koons e Cornelius (Keigo Oyamada) ebbero un pezzo tutto per loro.
Come sorta di appendice all'opera vennero inseriti i vincitori del contest di karaoke indetto su The Little Red Songbook ed un audio-documentario sulla genesi del progetto.

## Accoglienza
Stars Forever divise la critica musicale. Alcuni infatti condannarono l'idea alla sua base ed il risultato finale, comparato soprattutto al costo singolo di ogni brano, mentre altri annoverarono l'album tra i migliori di Momus.

## Lista delle tracce

### Disco Uno
1. The Minus 5 - 3:34
2. Akiko Masuda - 2:48
3. Steven Zeeland - 3:33
4. Mika Akutsu - 3:06
5. Stephanie Pappas - 3:41
6. Kokoro Hirai - 3:07
7. Stefano Zarelli - 2:49
8. Paolo Rumi - 4:23
9. Natsuko Tayama - 2:27
10. Girlie Action - 2:15
11. Mai Noda - 3:07
12. Robert Dye - 3:17
13. Florence Manlik - 2:17
14. Adam Green - 3:33
15. Maf - 2:32
16. Other Music - 2:07
17. Tinnitus - 2:06
18. 3D Corporation - 2:44
19. Miles Franklin - 3:36

### Disco Due
1. Shawn Krueger - 3:35
2. Jeff Koons - 3:42
3. Noah Brill - 2:56
4. Team Clermont - 3:25
5. Brent Busboom - 3:19
6. Indiepop list - 5:22
7. Keigo Oyamada - 3:06
8. Minty Fresh - 1:55
9. Milton Jacobson - 3:05
10. Reckless Records - 2:10
11. Karin Komoto - 3:07
12. Christian Carl ("New Flame, Same Old Story") - Eight winners of the Momus Karaoke Parody Contest. - 2:16
13. Bill Hardy ("Not Intended for Children") - Eight winners of the Momus Karaoke Parody Contest. - 1:53
14. Mr Kate Jenkins ("Coming On an Intern's Dress") - Eight winners of the Momus Karaoke Parody Contest. - 1:28
15. Diego Zapparoli and Paola ("Nicky My Friend") - Eight winners of the Momus Karaoke Parody Contest. - 2:05
16. Jack Curtis Dubowsky ("Mr. Jones") - Eight winners of the Momus Karaoke Parody Contest. - 2:18
17. El Topo ("The Taste of Pink Champagne") - Eight winners of the Momus Karaoke Parody Contest. - 2:07
18. Richard Knowles ("Onan the Barbarian") - Eight winners of the Momus Karaoke Parody Contest. - 1:32
19. Olivier Schopfer ("Suggestion to Jealous Men") - Eight winners of the Momus Karaoke Parody Contest. - 1:38
20. Momus - A twenty-one-minute interview with Momus. - 21:13